# Jean et Jeanne
Le Jean et Jeanne est une réplique de sinagot du Séné servant de voilier de plaisance.

Son port d'attache actuel est le Séné dans le Morbihan.

Son immatriculation est : VA 760187, VA pour le quartier maritime de Vannes.

## Histoire
C'est une parfaite réplique d'un sinagot construit en 1905 par le Chantier Martin du Séné. Le Jean et Jeanne a été réalisé en 1990 par le Chantier du Guip  à l'Île-aux-Moines dans le golfe du Morbihan.

Propriété de la Mairie du Séné, il est géré par l'association Un sinagot pour Séné.
Il a été mis à l'eau dans le cadre du concours des bateaux des côtes de France organisé par le magazine Le Chasse-Marée. Il participe en cela à toutes les manifestations maritimes bretonnes comme Les Tonnerres de Brest 2012.
Tout au long de l'année, l'association propose des sorties sur le Golfe à ses adhérents.

## Caractéristique
Cette chaloupe du Séné, non pontée, a une coque en chêne, une cabine d'avant et possède 2 mâts en pin. Son gréement est celui d'un sinagot traditionnel : voile au tiers sur chacun des deux mâts (mât de misaine et mât de taillevent).